# Општина Скантеја (Јаши)
Скантеја (рум. Scânteia) општина је у Румунији у округу Јаши.
Oпштина се налази на надморској висини од 173 m.